# Mariene ecoregio Oostelijk Groenlands Plat
De Mariene ecoregio Oostelijk Groenlands Plat (3) (Engels: East Greenland Shelf marine ecoregion) is een biogeografische regio en ligt in de overgang van de Noord-Atlantische Oceaan naar de Noordelijke IJszee in het Marien rijk Arctica. De mariene ecoregio is vastgesteld door het World Wide Fund for Nature en The Nature Conservancy en is vernoemd naar het continentaal plat van Groenland.
In het noordoosten grenst het gebied aan de mariene ecoregio Noordelijk Groenland (1), in het oosten aan de mariene ecoregio Noordelijk en Oostelijk IJsland (2), in het zuidoosten aan de mariene ecoregio Zuidelijk en Westelijk IJsland (20) en in het zuidwesten aan de mariene ecoregio Westelijk Groenlands Plat (4).

## Geografie
De mariene ecoregio ligt in de overgang van de Noord-Atlantische Oceaan naar de Noordelijke IJszee voor de zuidoostkust van Groenland. Het gebied strekt zich uit van ten zuiden van het eiland île de France aan de oostkust tot het eiland Nunarsuaq bij de zuidpunt van Groenland (Kaap Vaarwel) en ligt deels in de Groenlandzee, IJslandzee, Straat Denemarken en de Irmingerzee.
Door het gebied stroomt de Oost-Groenlandstroom en de Oost-IJslandstroom.

## Biogeografie
Het gebied kent zeeleven dat houdt van arctische temperaturen.